# Campionati del mondo di ciclismo su strada 2016 - Gara in linea femminile Junior
La gara in linea femminile Junior dei Campionati del mondo di ciclismo su strada 2016 si svolse il 14 ottobre 2016 con partenza ed arrivo a Doha, in Qatar, su un percorso totale di 74,5 km. L'italiana Elisa Balsamo vinse la gara con il tempo di 1h53'04" alla media di 39,534 km/h, argento alla statunitense Skylar Schneider e a completare il podio la norvegese Susanne Andersen.

Presenti alla partenza 81 cicliste, di cui 74 arrivarono al traguardo.

## Classifica (Top 10)
| Pos. | Corridore                | Squadra     | Tempo    |
| ---- | ------------------------ | ----------- | -------- |
| 1    | Elisa Balsamo            | Italia      | 1h53'04" |
| 2    | Skylar Schneider         | Stati Uniti | s.t.     |
| 3    | Susanne Andersen         | Norvegia    | s.t.     |
| 4    | Karolina Perekitko       | Polonia     | s.t.     |
| 5    | Letizia Paternoster      | Italia      | s.t.     |
| 6    | Emma Norsgaard Jørgensen | Danimarca   | s.t.     |
| 7    | Franziska Brauße         | Germania    | s.t.     |
| 8    | Sandra Alonso            | Spagna      | s.t.     |
| 9    | Liane Lippert            | Germania    | s.t.     |
| 10   | Simone Eg                | Danimarca   | s.t.     |